# Tuần lễ thời trang

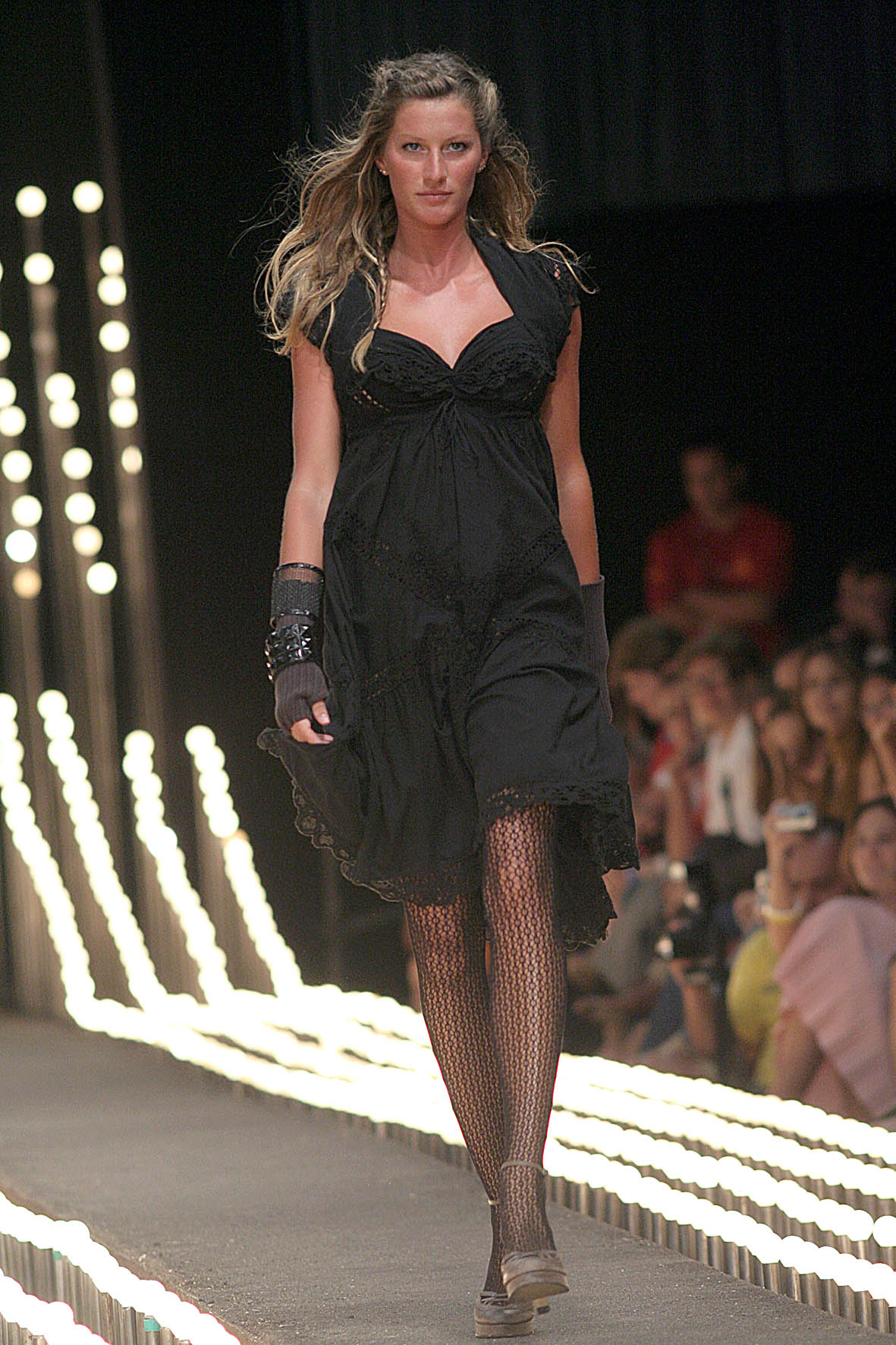
Gisele Bundchen, siêu mẫu Brasil, trên sàn catwalk tại Fashion Rio Inverno 2006

Tuần lễ thời trang, với tên gọi tiếng Anh "fashion week", là một sự kiện của ngành công nghiệp thời trang. Sự kiện kéo dài gần một tuần lễ và là cơ hội để các nhà tạo mẫu, nhãn hiệu thời trang nổi tiếng cho ra mắt những bộ sưu tập mới và để khách hàng nắm bắt được các xu hướng thời trang mới nhất. Những tuần lễ thời trang nổi bật nhất diễn ra ở những kinh đô thời trang của thế giới như New York, Luân Đôn, Milano và Paris.

## Đặc điểm
Tại những kinh đô thời trang chính, những tuần lễ thời trang diễn ra một năm hai lần. Từ tháng một đến tháng tư, các nhà tạo mẫu cho ra mắt những bộ sưu tập thu đông, và từ tháng chín đến tháng 11 là những bộ sưu tập xuân hè. Tuần lễ thời trang dành cho mùa nào trong năm sẽ được tổ chức nhiều tháng trước khi bước vào mùa đó nhằm giúp cho báo chí và khách hàng có thể dự đoán được các thiết kế thời trang cho mùa tiếp theo. Ngoài ra, khoảng thời gian này cũng cho phép các nhà phân phối sắp xếp việc mua hàng hoặc hợp tác với các nhà thiết kế trong kế hoạch tiếp thị sản phẩm của họ.

## Lịch trình diễn
Các sự kiện diễn ra lần lượt theo trình tự tại New York, Luân Đôn, Milano và cuối cùng kết thúc tại Paris. Bốn tuần lễ thời trang lớn truyền thống này được tiếp nối bởi các tuần lễ thời trang mới nổi lên khắp toàn cầu. Một tuần lễ thời trang  khác đang dần khẳng định tầm quan trọng của mình và được xếp vào hàng thứ năm trong chuỗi sự kiện sau Paris là tuần lễ thời trang São Paulo, lớn nhất Châu Mỹ Latinh và diễn ra tại Brasil.
Ngoài ra, còn có một số tuần lễ thời trang mang chủ đề chuyên biệt, như Miami Fashion Week (đồ tắm), Rio Summer (đồ tắm), Prêt-à-Porter (quần áo may sẵn) Fashion Week, Couture Fashion Week và Bridal Fashion Week, hoặc như Portland (Oregon, Mỹ) Fashion Week thường dành cho các nhà thiết kế thân thiện với môi trường.

## Thành phố tổ chức
| Thành phố             | Tên                                                                          | Năm thành lập                                                         |  |
| --------------------- | ---------------------------------------------------------------------------- | --------------------------------------------------------------------- |  |
| Amsterdam             | Amsterdam International Fashion Weeks (AIFW)                                 | 2004                                                                  |  |
| Asunción              | Asunción Fashion Week                                                        | 2003                                                                  |  |
| Austin                | Austin Fashion Week                                                          | 2009                                                                  |  |
| Athènes               | Hellenic Fashion Week                                                        | 2000                                                                  |  |
| Atlanta               | Atlanta International Fashion Week                                           | 2006                                                                  |  |
| Auckland              | New Zealand Fashion Week                                                     | 2001                                                                  |  |
| Baltimore             | Baltimore's Fashion Week                                                     | 2008                                                                  |  |
| Bangkok               | Bangkok Fashion Week                                                         | 2005                                                                  |  |
| Barcelone             | Semaine de mode de Barcelone                                                 | 1981 (connue sous le nom de "Pasarela Gaudí" jusqu'en 2001)           |  |
| Beyrouth              | Semaine de la mode de Beyrouth                                               | 2008                                                                  |  |
| Belgrade              | Belgrade Fashion Week                                                        | 1996                                                                  |  |
| Bellevue, Washington  | Bellvue Fashion Week                                                         | 2007                                                                  |  |
| Berlin                | Mercedes-Benz Fashion Week Berlin                                            | 2007                                                                  |  |
| Bogota                | Bogota Fashion Week                                                          | 2007                                                                  |  |
| Boston                | Boston Fashion Week                                                          | 1995                                                                  |  |
| Brooklyn              | Brooklyn Fashion Week                                                        | 2003                                                                  |  |
| Brisbane              | Mercedes-Benz Fashion Festival Brisbane                                      | 2006                                                                  |  |
| Buenos Aires          | Buenos Aires Fashion Week                                                    | 2001                                                                  |  |
| Colombie              | Colombiamoda Celebrate On Medellin city                                      | 2005                                                                  |  |
| Cape Town             | Cape Town Fashion Week                                                       | 2003                                                                  |  |
| Charleston            | Charleston Fashion Week                                                      | 2007                                                                  |  |
| Casablanca            | Semaine de la Mode de Casablanca                                             | 2005                                                                  |  |
| Chicago               | Chicago Fashion Week                                                         |                                                                       |  |
| Cleveland             | Fashion Week Cleveland                                                       | 2002                                                                  |  |
| Columbus              | Columbus Fashion Week                                                        | 2007                                                                  |  |
| Copenhagen            | Copenhagen Fashion Week                                                      | 1964                                                                  |  |
| Chypre                | Cyprus Fashion Week                                                          | 2008                                                                  |  |
| Dhaka                 | Dhaka Fashion Week Lưu trữ ngày 7 tháng 7 năm 2009 tại Wayback Machine       | 2008                                                                  |  |
| Dhaka                 | Bangladesh Fashion Week Lưu trữ ngày 20 tháng 7 năm 2010 tại Wayback Machine | 2009                                                                  |  |
| Dallas                | Couture Fashion Week Dallas                                                  | Depuis 2009 sous sa forme actuelle                                    |  |
| Dallas                | Dallas Fashion Week                                                          | 2008                                                                  |  |
| Dar es Salaam         | Swahili Fashion Week                                                         | 2008                                                                  |  |
| Dubai                 | Dubai Fashion Week                                                           | 2006                                                                  |  |
| Dublin                | Dublin Fashion Week                                                          |                                                                       |  |
| Düsseldorf            | Düsseldorf Fashion Week                                                      | 1963                                                                  |  |
| Fort Lauderdale       | FTL MODA                                                                     | 2007                                                                  |  |
| Gainesville           | Gainesville Fashion Week                                                     | 2009                                                                  |  |
| Hà Nội                | Vietnam International Fashion Week for Fall-Winter                           | 2016                                                                  |  |
| Hồng Kông             | HKTDC Hong Kong Fashion Week for Fall/Winter                                 | 1968                                                                  |  |
| Jakarta               | Jakarta Fashion Week                                                         | 2008                                                                  |  |
| Thành phố Hồ Chí Minh | Vietnam International Fashion Week for Spring-Summer                         | 2014                                                                  |  |
| Johannesburg          | Joburg Fashion Week                                                          | 2007                                                                  |  |
| Kansas City           | Glance Fashion Week KC                                                       | 2009                                                                  |  |
| Karachi               | Karachi Fashion Week                                                         | 2009                                                                  |  |
| Kenya                 | Kenya Fashion Week                                                           | 2005                                                                  |  |
| Kiev                  | Ukrainian Fashion Week                                                       | 1997                                                                  |  |
| Kingston              | Caribbean Fashion Week                                                       | 2001                                                                  |  |
| Kobe                  | Kobe Fashion Week                                                            | 2006                                                                  |  |
| Kuala Lumpur          | Malaysia Fashion Week                                                        | 2007-2008                                                             |  |
| Lagos                 | Nigerian Fashion Week                                                        | 2007                                                                  |  |
| Las Vegas             | Las Vegas Fashion Week                                                       | 2009                                                                  |  |
| Lisbon                | Moda Lisboa/Lisbon Fashion Week                                              | 1994                                                                  |  |
| Liverpool             | Liverpool Fashion Week                                                       | 2008                                                                  |  |
| Londres               | London Fashion Week                                                          | 1961 (1993 sous sa forme actuelle)                                    |  |
| Los Angeles           | Los Angeles Fashion Week                                                     | 2003                                                                  |  |
| Łódź                  | Fashion Week Poland                                                          | 2009                                                                  |  |
| Luanda                | Moda Luanda / Luanda Fashion: annually, on January/February                  | 1997                                                                  |  |
| Luanda                | Angola Fashion Week: annually, on June/July                                  | 1999                                                                  |  |
| Luanda                | MODANGOLA - Angola's Male Fashion Week: annually, on November                | 2009                                                                  |  |
| Madrid                | Madrid Fashion Week                                                          | 1963                                                                  |  |
| Mallorca              | Mallorca Fashion Week                                                        | 2009                                                                  |  |
| Manila                | Philippine Fashion Week                                                      | 1997                                                                  |  |
| Maroc                 | Semaine de mode du Maroc (caftan)                                            | 1996                                                                  |  |
| Melbourne             | L'Oreal Melbourne Fashion Festival                                           |                                                                       |  |
| Melbourne             | Melbourne Spring Fashion Week                                                |                                                                       |  |
| México                | Fashion Week Mexico                                                          | 1998                                                                  |  |
| Miami                 | Funkshion: Fashion Week Miami Beach                                          | 1998                                                                  |  |
| Miami                 | Miami Fashion Week                                                           | 1998                                                                  |  |
| Miami                 | Mercedes-Benz Fashion Week Miami                                             | 1998                                                                  |  |
| Midwest, USA          | Midwest Fashion Week (MFW)                                                   | 2004 - Actuellement au centre-ville d'Indianapolis en mars et octobre |  |
| Montréal              | Semaine de mode de Montréal                                                  | 2001                                                                  |  |
| Moscou                | Fashion Week in Moscow                                                       | 1994 (Depuis 2003 sous sa forme actuelle)                             |  |
| Moscow                | Russian Fashion Week                                                         | 2001                                                                  |  |
| Mumbai                | Mumbai Fashion Week                                                          | 2001                                                                  |  |
| Nashville             | Music City Fashion Week                                                      | 2008                                                                  |  |
| New Delhi             | Delhi Fashion Week                                                           | 2008                                                                  |  |
| New Delhi             | India Fashion Week                                                           | 2000                                                                  |  |
| New York City         | New York Fashion Week                                                        | 1943 (Depuis 1993 sous sa forme actuelle)                             |  |
| New York City         | Couture Fashion Week                                                         | Depuis 2003 sous sa forme actuelle.                                   |  |
| Oslo                  | Oslo Fashion Week                                                            | 2004                                                                  |  |
| Ottawa                | Ottawa Fashion Week                                                          | Depuis 2008 sous sa forme actuelle                                    |  |
| Oxford                | Oxford Fashion Week                                                          | Depuis 2009 sous sa forme actuelle                                    |  |
| Paris                 | semaine de la mode à Paris                                                   | Depuis 1973 sous sa forme actuelle                                    |  |
| Plovdiv               | Plovdiv Fashion Week Lưu trữ ngày 10 tháng 6 năm 2010 tại Wayback Machine    | 2000                                                                  |  |
| Plovdiv               | MEN`s Fashion Week Lưu trữ ngày 17 tháng 9 năm 2017 tại Wayback Machine      | 2010                                                                  |  |
| Plovdiv               | BRIDAL Fashion Week Lưu trữ ngày 1 tháng 8 năm 2015 tại Wayback Machine      | 2009                                                                  |  |
| Philadelphie          | Philadelphia Fashion Week                                                    | 2009                                                                  |  |
| Phoenix               | Phoenix Fashion Week - separated from Scottsdale Fashion Week                | 2004                                                                  |  |
| Portland              | Portland Fashion Week                                                        | 2003                                                                  |  |
| Praha                 | Prague Fashion Week                                                          | 2002                                                                  |  |
| Raleigh               | Raleigh Fashion Week Lưu trữ ngày 12 tháng 4 năm 2010 tại Wayback Machine    | 2009                                                                  |  |
| Reykjavík             | Iceland Fashion Week                                                         | 2000                                                                  |  |
| Riga                  | Riga Fashion Week                                                            | 2004                                                                  |  |
| Rio de Janeiro        | Fashion Rio                                                                  |                                                                       |  |
| Roma                  | Rome Fashion Week                                                            |                                                                       |  |
| Sacramento            | Sacramento Fashion Week                                                      | 2008                                                                  |  |
| San Antonio           | San Antonio Fashion Week                                                     | 2010                                                                  |  |
| San Francisco         | San Francisco Fashion Week                                                   | 2004                                                                  |  |
| San Juan              | Puerto Rico High Fashion Week                                                |                                                                       |  |
| Santiago du Chili     | Santiago Fashion Week                                                        | 2006                                                                  |  |
| São Paulo             | São Paulo Fashion Week                                                       | 1995                                                                  |  |
| Sarajevo              | Sarajevo Fashion Weeks - two rival events                                    | [ 69 ]                                                                |  |
| Scottsdale            | Scottsdale Fashion Week                                                      | 2005                                                                  |  |
| Singapore             | Singapore Fashion Week.                                                      | 1987                                                                  |  |
| Seattle               | Seattle Fashion Week Lưu trữ ngày 15 tháng 4 năm 2019 tại Wayback Machine    | 2003                                                                  |  |
| Séoul                 | Seoul Fashion Week                                                           | [ 16 ]                                                                |  |
| Thượng Hải            | Shanghai Fashion Week                                                        |                                                                       |  |
| Sydney                | Australian Fashion Week                                                      | 1995                                                                  |  |
|                       | Sydney Fashion Festival                                                      |                                                                       |  |
|                       | Sydney Fashion Weekend                                                       |                                                                       |  |
| Sofia                 | SOFIA Fashion Week Lưu trữ ngày 21 tháng 8 năm 2019 tại Wayback Machine      | 2004                                                                  |  |
| St. Louis             | St. Louis Fashion Week                                                       |                                                                       |  |
| Stockholm             | Stockholm Fashion Week                                                       | 1995                                                                  |  |
| Tashkent              | Tashkent Fashion Week                                                        | 2006                                                                  |  |
| Tehran                |                                                                              | 2006                                                                  |  |
| Tirana                | Albania Fashion Week                                                         | 2007                                                                  |  |
| Toronto               | LG Fashion Week                                                              | 1999 (2009 in its current form)                                       |  |
| Tokyo                 | Japan Fashion Week                                                           | 1985 (2005 in its current form)                                       |  |
| Trinidad et Tobago    | Fashion Week Trinidad and Tobago                                             | 2008                                                                  |  |
| Ulan Bator            | Goyol                                                                        | 1988                                                                  |  |
| Valence               | Valencia Fashion Week                                                        | 2001                                                                  |  |
| Vienne                | Vienna Fashion Week                                                          | 2009                                                                  |  |
| Varsovie              | Warsaw Fashion Street                                                        | 1996                                                                  |  |
| Zagreb                | Zagreb Fashion Week                                                          | 2003                                                                  |  |

## Các tuần lễ thời trang tổ chức tại Việt Nam
- Tuần lễ thời trang tốt nghiệp_LCDF graduate fashion weeek[78]
- Tuần lễ thời trang Việt Nam_Vietnam fashion week[79]
- Tuần lễ thời trang quốc tế Việt Nam_Vietnam international fashion week[80]
- Tuần lễ nhà thiết kế thời trang Việt Nam_Vietnam designer fashion week[81]
- Tuần lễ nhà thời trang trẻ em Việt Nam_Vietnam junior fashion week[82]